# Kirpili
El riu Kirpili - Кирпили (rus) - és un riu que passa pel krai de Krasnodar, al sud de Rússia. Pertany al vessant de la mar Negra per la mar d'Azov. El nom del riu prové del turc i significa 'pas, pont'.
Neix a Iujni, a 20 km al nord-oest d'Ust-Labinsk. El seu curs discorre en un principi fins a l'oest passant per les viles de Vostótxnaia, Kirpílskaia, Razdólnaia, Verkhni, 
Kazatxi, Platnírovskaia, Levtxenko, Nijni, Serguíievskaia, Tisxenko, Bolxevik, Medvédovskaia i gira cap al nord, i aleshores passa per Derbentski, Liútikh, Sadovi, Tantsura-Kramarenko, Mirni, Timaixovsk, Olkhovski, Kirpitxni, Kalínina, Krupskoi, Dimítrova, Lénina, Kubanski, Krasni, Rogóvskaia, Pritxtovi, després torna a girar a l'oest, i passa per Novodjerelíievskaia, Prigoródnoie, Redant, Mogukorovka, Stepnaia, on desemboca a la mar d'Azov a través de diversos llacs i llacunes on es troben les viles de Nóvie Limanokirpili, Krasni, Stàrie Limanokirpili, Lotos, Novonekrassovski, Novopokrovski, Ogorodni, Priguibski i Sadkí, per on rep l'afluent Ponura.